# 梶山進
梶山 進（かじやま すすむ、1949年 - ）は、ヤクザ。指定暴力団・山口組系美尾組組長側近。同組系闇金融組織統括経営者。五菱会の実質ナンバー2で「ヤミ金の帝王」と呼ばれた。五菱会事件の中心人物。

## 来歴
静岡県内の中学校を卒業するとヤクザとなった。高木康男（後の五菱会会長）とともに、美尾組・美尾尚利組長から盃をもらい、美尾組組員となる。高木康男が美尾組陣内組を結成すると、陣内組副組長となった。
平成14年（2002年）10月、美尾尚利が病気を理由にヤクザから引退した。同月、美尾組若頭・高木康男が美尾組を継承し、五菱会を結成した。同時に高木康男は山口組直参となった。五菱会発足と同時に梶山進は組を辞めた。
平成15年（2003年）8月、梶山は五菱会事件に絡み、出資法違反の疑いで逮捕された。
2005年11月17日、懲役6年6ヶ月、罰金3000万円、追徴金約51億円の有罪判決が言い渡された。